# Szóváros
Szóváros (románul: Suarăș) falu Romániában, Erdélyben, Kolozs megyében.

## Fekvése
Déstől nyugatra fekvő település.

## Nevének eredete
Neve magyar, mely valószínűleg sóvárosból alakult ki. Egykor itt sólerakó hely lehetett, innen neve, melyet Zlatina is támogat, amely sósvizet jelent.
Egy 1379-ből való Alparét határjárásáról szóló oklevélben a Salgó szomszédjában említett nagyútnak a neve: "pervenitur ad unam magnam viam Sohtusút vocatam et in eadem via versus possionem Salgó longam spacium eundo etc." Ekkor valószínűleg ez volt a sószállító út a meszesi kapu felé. A Sajtos-út és Salgó közt feküdt.

## Története

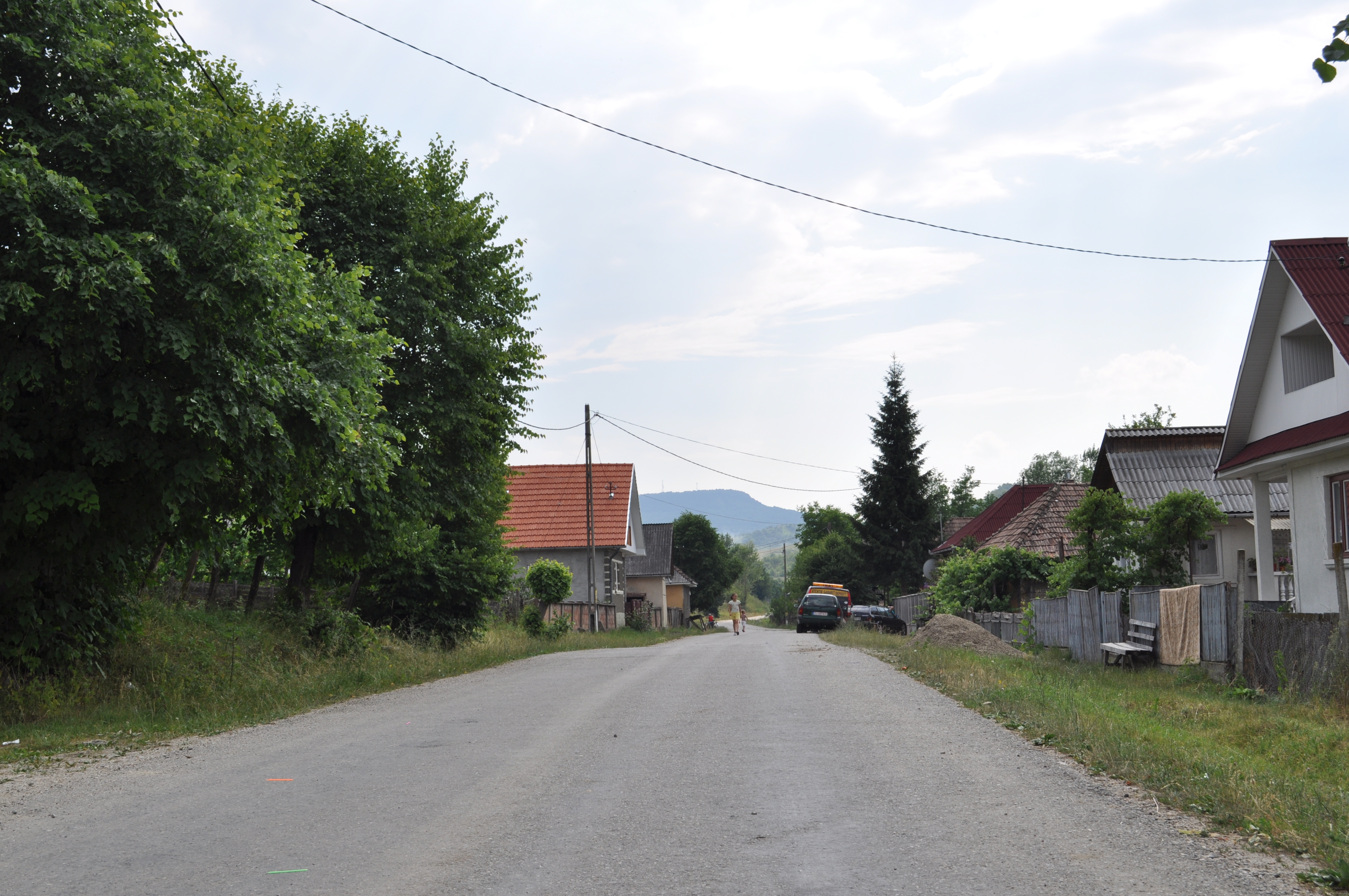
Szóváros látképe

Szóváros nevét 1507-ben említette először oklevél Sowaros néven, mint Alparét tartozékát, s valószínű, hogy birtokosai is ugyanazok lehettek, mint Alparétnek. Egy ez évben kelt oklevél itteni birtokosokként az Ongor család tagjai: Ongor János fiai János és Miklós voltak említve.
Nevének későbbi változatai: 1536-ban Zováros, 1553-ban Zlatina, 1576-ban Zoaros, 1589-ben Zavaros, 1641-ben Soáros, 1733-ban Szovaros, 1808-ban Szóváros ~ Sóváros 1913-ban Szóváros.
1507-ben e birtok, nádasdi Ongor János fiai János és Miklós örökös nélkül maradva, ezeknek Szobi Mihálylyal kötött kölcsönös örökösödési szerződése alapján, a király adományából Szobi Péter fiára Mihályra szállt.
1527 körül a csicsói uradalomhoz került s így Péter moldvai vajda szerezte meg, aki azt a vádi oláh püspöknek adta, ki a birtokot a kolostorvádi ó hitű monostornak és az ott székelő püspöknek adományozta.
1577-ben egy tanúvallatás szerint e falu 1577 előtt Barrabassi János csanádi püspök birtoka volt, aki Barrabassi Ferenc és Mihály, Bogáthi Ozsvátnéval osztozott meg rajta. Neje jogán Kendi Antal kapta a Barrabassiak kihaltával e részeit is, de hűtlensége miatt vagyonát és fejét elvesztette, így a birtok a királynéra szállt, aki Bogáti Anna Alárd Miklósnénak adományozta egy részét, kitől fia örökölte.
Ugyancsak 1577-ben Báthory Kristóf a hűtlenségbe esett Bekes-párti Kendi Gábor itteni részét Kendi Ferencnek adományozza, másik birtokosa Kristóf Deák volt.
1594-ben birtokosa Haller Gábor volt, kinek Báthory Zsigmond adta a hűtlenné vált Radnóthi Kendi Ferenc birtokát, mivel ellene több nemessel szövetkezett és más fejedelmet akart választani s ezért Kővárba is utazott, ahol ellene titkon tanácskozott, ezért őt és nejét, és gyermekeiket is birtokaiktól megfosztották, és helyébe 1595-ben Haller Gábort iktatták be. idevaló másik birtokos Kereszturi Kristóf volt. De a beiktatásnak Somkereki Erdélyi Gergely a maga, Sajóudvarhelyi Nagy Ferencz és Somkereki Erdélyi Miklós nevében ellene mondott, de úgy látszik eredménytelenül, mert később is Haller Gábornak Bocskai Ilonától való fia György és rokonsága bírta.
Szóváros egykori lakosai magyarok voltak, mint az iktató levelekből kitűnik, de 1557-ben már románok lakták.
A trianoni békeszerződés előtt Szolnok-Doboka vármegye Dési járásához tartozott.
1910-ben 408 lakosából 7 magyar, 400 román volt. Ebből 399 görögkatolikus, 8 izraelita volt.

## Nevezetességek
- Görögkatolikus kőtemploma - a 17. századból való, Szent Miklós tiszteletére van szentelve. Anyakönyvét 1826 óta vezetik.

## Források

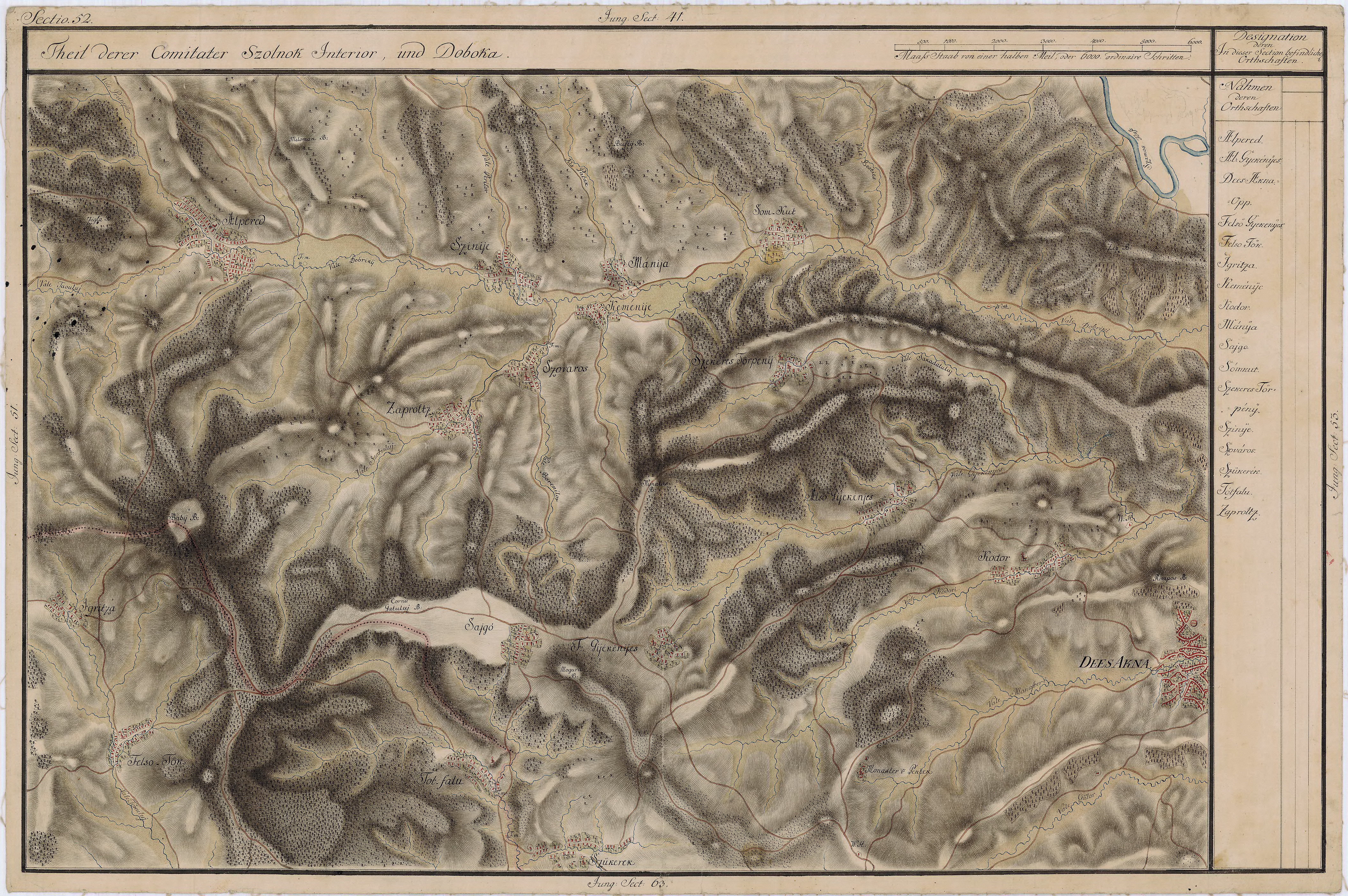
Szóváros egy régi, az 1700-as évekből való térképen